# Detlef Größer

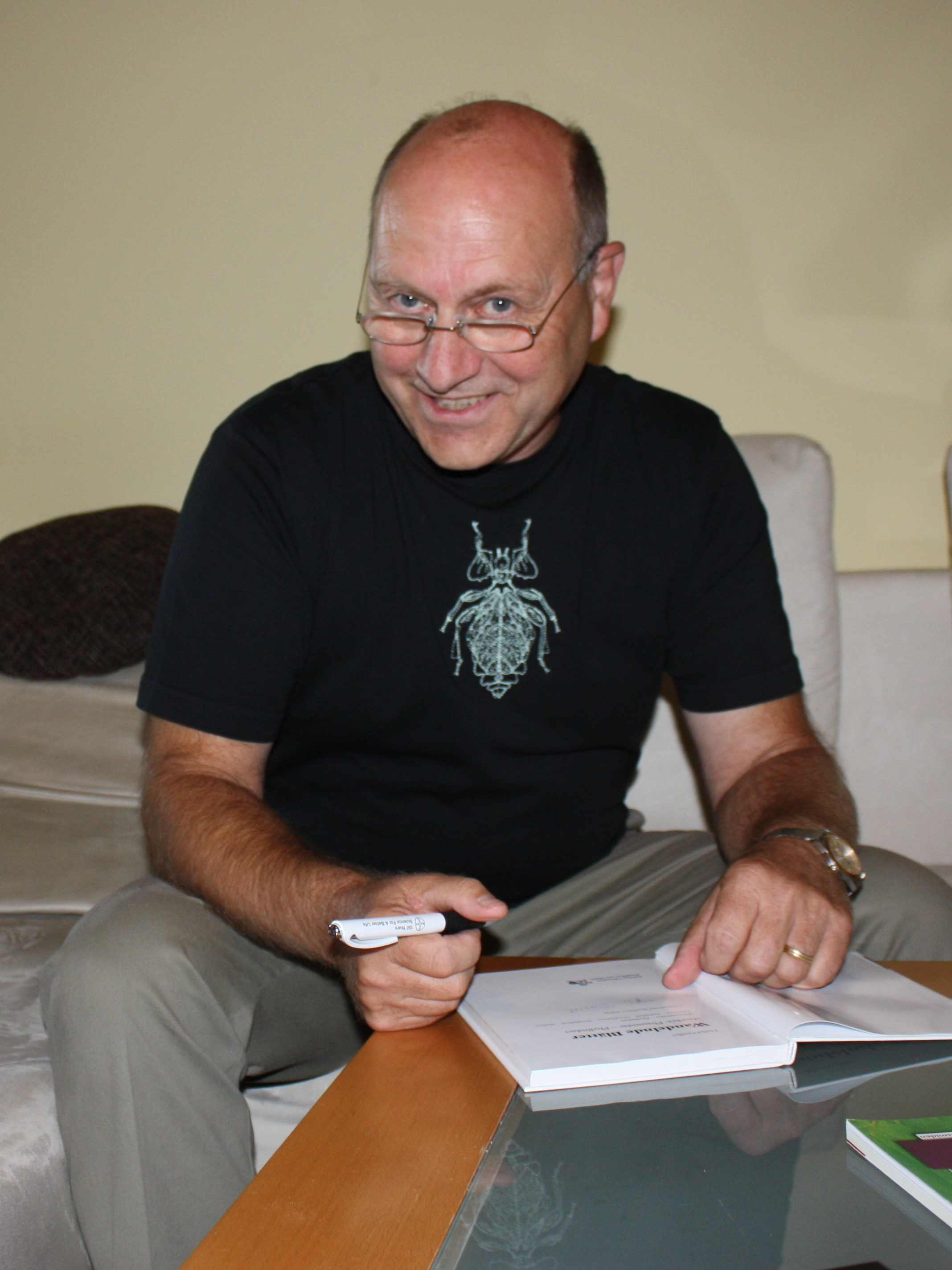
Detlef Größer (2013)

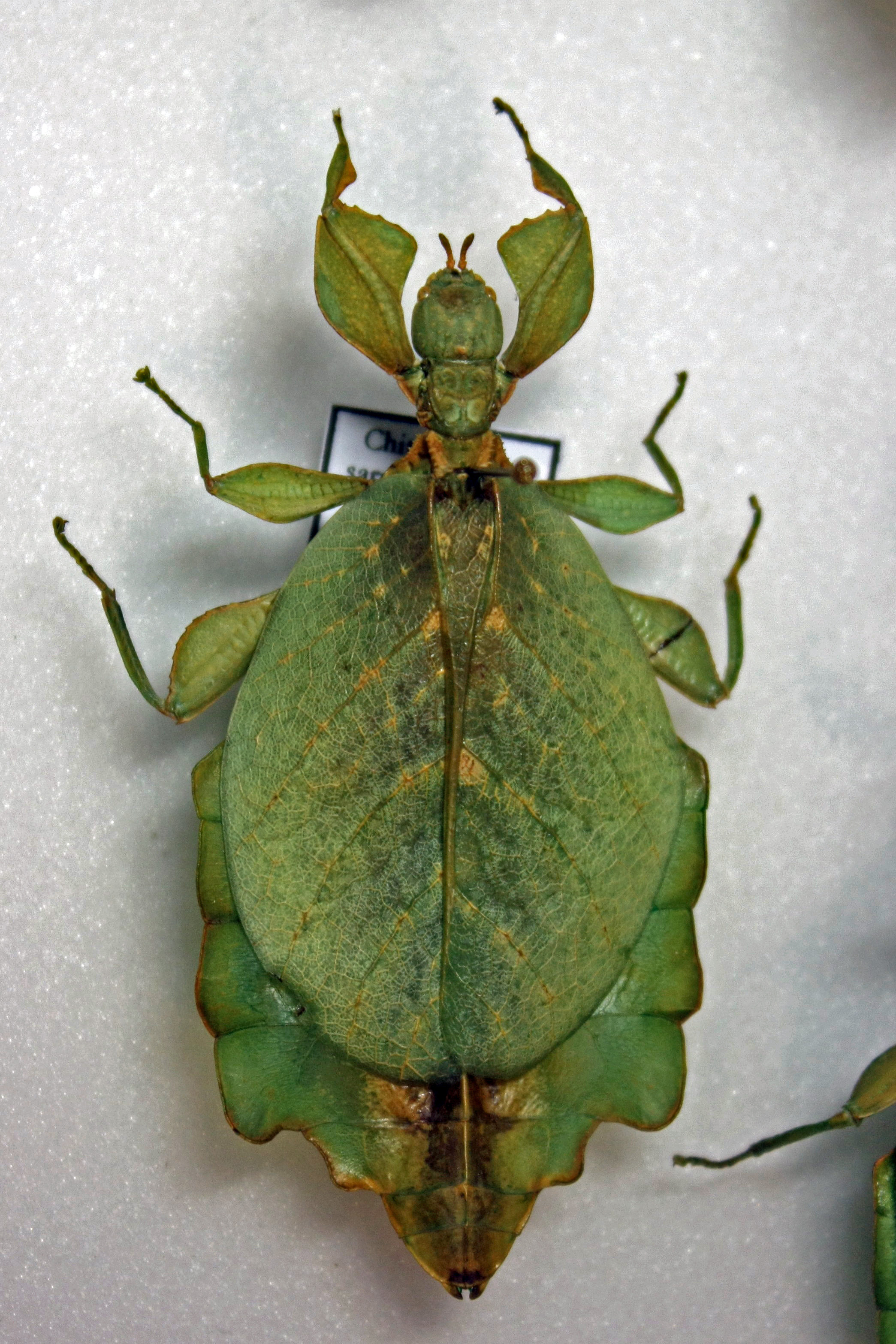
Trolicaphyllium sarrameaense, Weibchen aus der Sammlung von D. Größer

Detlef Größer (* 6. Mai 1949 in Berlin) ist ein deutscher Entomologe. Er gilt als Experte für Wandelnde Blätter (Phyllioidea).

## Leben
Größer wuchs in Berlin auf. Nach dem Schulabschluss absolvierte er zunächst eine handwerkliche Lehre als Maurer und schlug danach eine Beamtenlaufbahn bei der Post ein. Schon seit 1972 beschäftigte er sich mit der Haltung und Nachzucht von Gespenstschrecken, seit 1976 auch zunehmend mit der von Wandelnden Blättern. In den 1980er Jahren studierte er diese autodidaktisch mit Hilfe von Literatur insbesondere aus Antiquariaten und Museumsbibliotheken. Außerdem unternahm er wegen der Gespenstschrecken Reisen durch Europa, unter anderem nach Spanien, Portugal, Griechenland und Zypern. Später folgten Fernreisen nach Grenada, Mauritius sowie nach Trinidad und Tobago. In Deutschland besuchte er Museen und Institute, wie das Deutsche Entomologische Institut in Eberswalde und nach dessen Umzug in Müncheberg, wo er später auch die Holotypen der von ihm beschriebenen Arten hinterlegt hat, weiterhin das Zoologische Museum Kiel, die Zoologische Staatssammlung München, das Zoologische Museum Hamburg, das Zoologische Forschungsmuseum Alexander Koenig in Bonn, das Staatliche Museum für Naturkunde Stuttgart, das Naturkundemuseum Berlin, die Senckenberg Naturhistorische Sammlungen Dresden, das Senckenberg Museum für Naturkunde Görlitz und das Zoologische Institut und Museum der Universität Greifswald. Dort untersuchte und fotografierte er insbesondere Sammlungsexemplare von Wandelnden Blättern. Seine eigene Sammlung ergänzte er mit Tieren von Börsen und aus eigener Nachzucht. Er untersuchte unter anderem die Stridulationsorgane, die Wehrdrüsen und die Geschlechtsorgane der Wandelnden Blätter.
Die Beschäftigung mit Taxonomie und Morphologie inspirierte ihn, wissenschaftliche Erstbeschreibungen zu Wandelnden Blättern zu verfassen. Er beschrieb 1991 Phyllium elegans, 1992 Nanophyllium chitoniscoides (als Phyllium chitoniscoides) und Acentetaphyllium brevipenne (als Phyllium brevipenne), 2001 Phyllium palawanense und Walaphyllium zomproi  (als Phyllium zomproi), 2002 Nanophyllium asekiense (als Phyllium (Pulchriphyllium) asekiensis), 2007 Phyllium tobeloense sowie 2008 Trolicaphyllium sarrameaense (als Chitoniscus sarrameaensis), Phyllium mamasaense und Nanophyllium suzukii (als Phyllium (Pulchriphyllium) suzukii). Außerdem ist er Mitautor bei weiteren Artbeschreibungen und der Tribus Nanophylliini. Die Schreibweise seines zoologischen Autorenkürzels ist Grösser. Er war Mitglied in der Entomologischen Gesellschaft Orion Berlin und ist seit 1988 Mitglied der Phasmid Study Group.
Größer veröffentlichte die Bücher Wandelnde Blätter – Ein Katalog aller bisher beschriebenen Phylliinae-Arten (1. Auflage 2001 und 2. erweiterte Auflage 2008) und Grundwissen Wandelnde Blätter – Biologie – Haltung – Zucht (2013).

## Dedikationsnamen
Nach Detlef Größer sind die Wandelnden Blätter Vaabonbonphyllium groesseri  (Zompro, 1998) und Pulchriphyllium detlefgroesseri (Seow-Choen, 2017) benannt.